# Nibelungengang

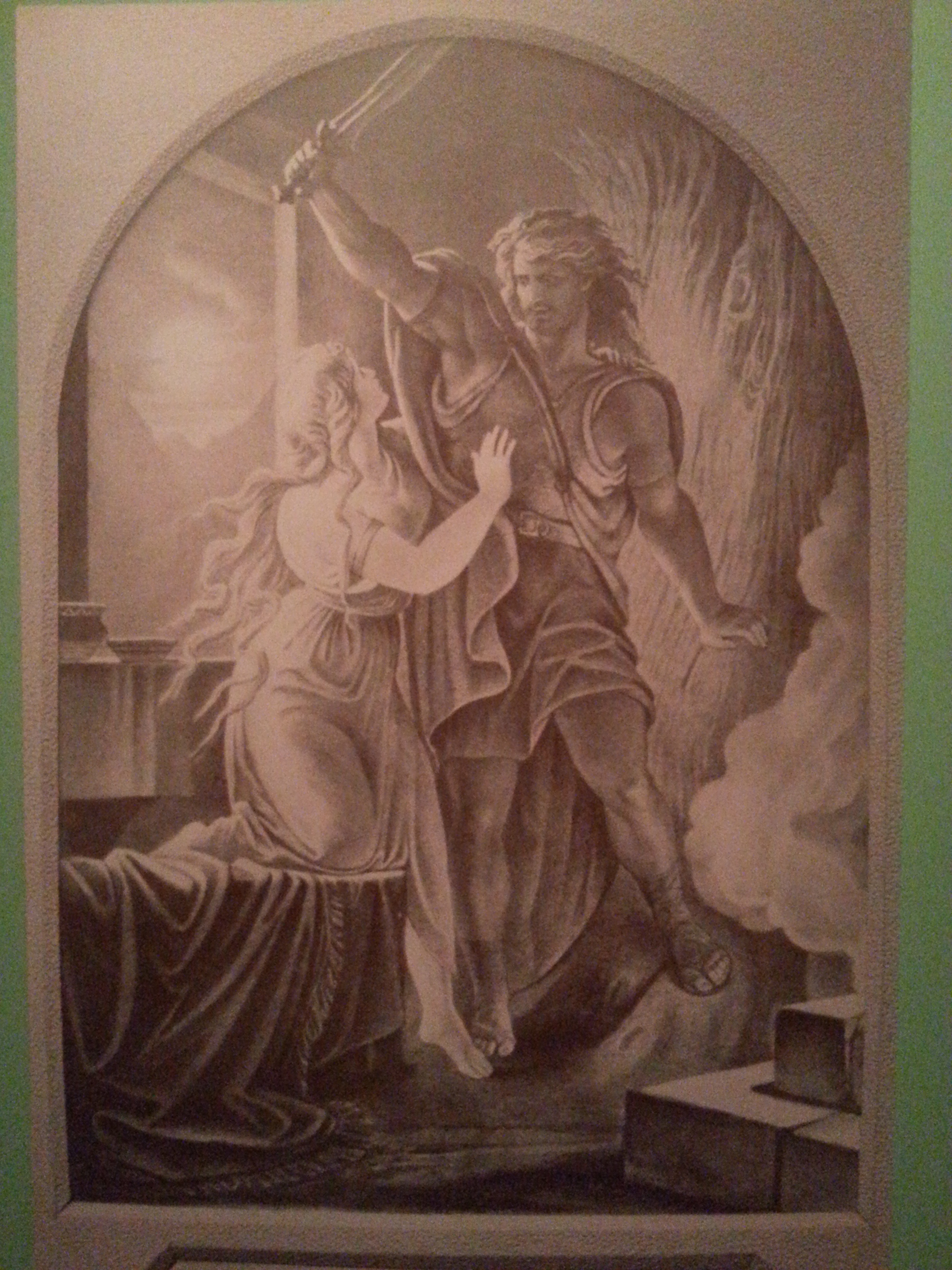
Nibelungengang in der Münchner Residenz

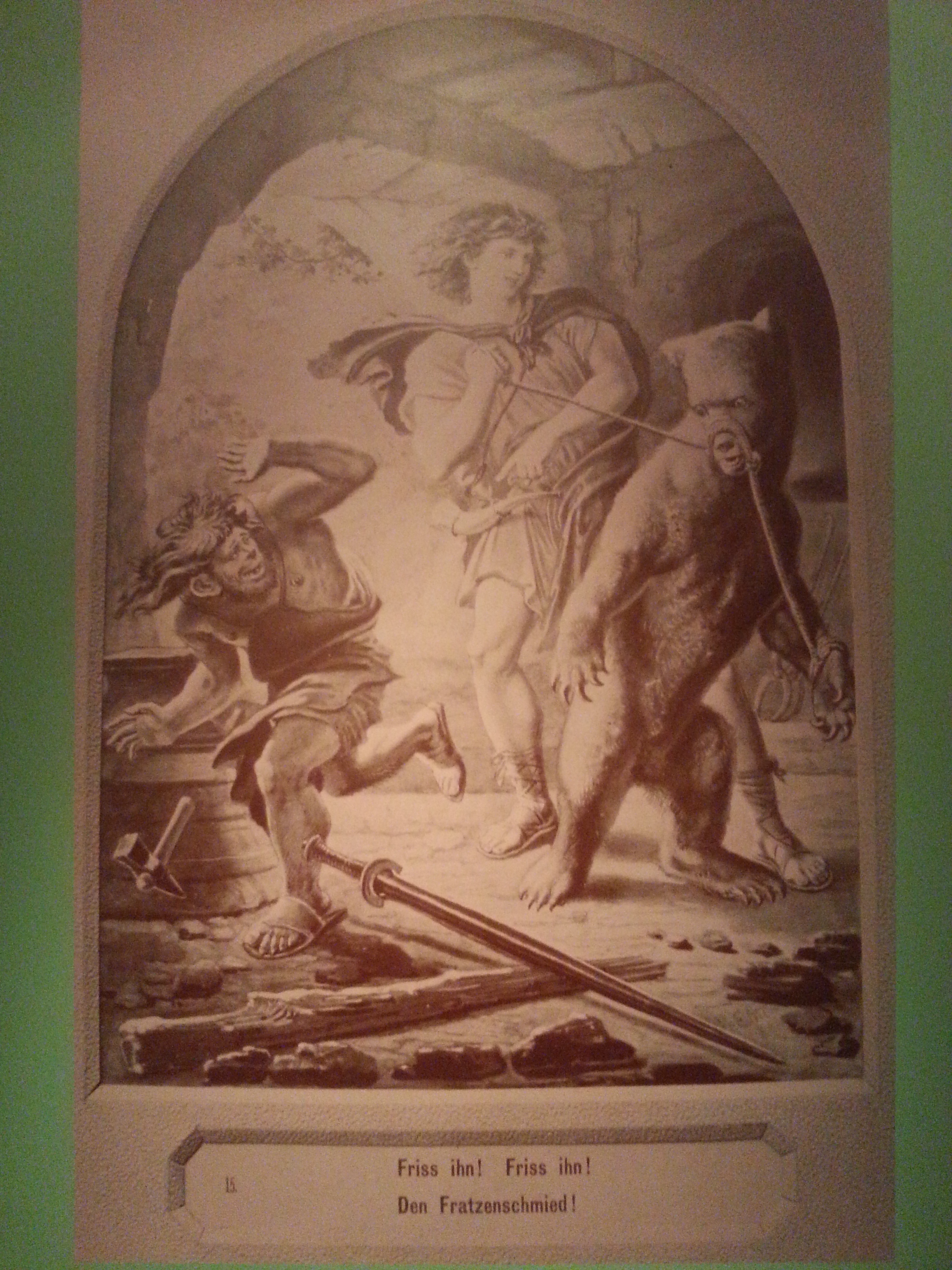
Nibelungengang in der Münchner Residenz

Der Nibelungengang war ein mit Wandmalereien mit Themen aus der Nibelungensage ausgeschmückter Gang in der Münchner Residenz, der an der Westseite der Residenz über dem Theatinergang verlief und 1944 durch Bombenangriffe zerstört wurde. Er gilt als die erste Bauleistung des bayerischen Königs Ludwig II., die im Gegensatz zu den großen Schlössern wie Schloss Neuschwanstein eher unbekannt geblieben ist. Es war die erste künstlerische Auseinandersetzung mit Richard Wagners Opernzyklus Der Ring des Nibelungen.

## Entstehungsgeschichte
König Ludwig II. hatte sich bereits in seiner Jugend intensiv mit dem Nibelungen-Stoff beschäftigt. Es ist belegt, dass er verschiedenste Ausführungen und Quellen besessen hatte. Ausschlaggebend für seinen Auftrag war jedoch die Begegnung mit Richard Wagner. Die Gemälde im Nibelungengang hatten maßgeblichen Einfluss auf die Gestaltung der ersten Bühnenbilder von Richard Wagners Oper Der Ring des Nibelungen. Allerdings war Richard Wagner auch schon in die Planung des Nibelungenganges mit involviert.
Die Bauzeit erstreckte sich von August 1865 bis August 1866. Dem ging eine etwa einjährige Planungszeit voraus. Die ausführenden Maler waren August Schulze und Michael Echter. Die Baukosten beliefen sich auf 17514,46 ℳ